# محمد سعيد شهاب الدين
محمد سعيد شهاب الدين كاتب وروائي وقاص وطبيب مصري وُلد عام 1972 في قرية الحامول التابعة لمركز منوف بمحافظة المنوفية، وتخرج في كلية الطب وتخصص في طب النساء والتوليد، وهو عضو باتحاد كتاب مصر، ورئيس نادى أدب منوف.

## مسيرته المهنية
حصل محمد سعيد شهاب الدين على بكالوريوس الطب والجراحة عام 1999، وعمل بعد تخرجه طبيباً مكلفاً بمركز أرمنت في محافظة الأقصر بصعيد مصر في الفترة ما بين عامي 2000 و2004، وهو الجو الذي استوحى منه روايته الأولى المعنونة باسم «جرف السيل»، والتي صدرت عام 2016 عن دار غراب للنشر والتوزيع، والتي تدور أحداثها في صعيد مصر، وترصد العلاقات الإنسانية والعادات والأعراف القبلية هناك، وما يمثله وقوع السيول من حدث مروع وكارثي بالنسبة لمجتمع القرية البعيد عن التمدن في جنوب مصر. تخصص محمد سعيد شهاب الدين بعد ذلك في طب النساء والتوليد، وعمل كأخصائى أمراض نساء وتوليد بمستشفى منوف العام منذ عام 2010.
اهتم محمد شهاب الدين بالأدب، وكانت بداياته مع كتابة القصة القصيرة، فنُشرت له قصة قصيرة بعنوان «عودة أوديب» ضمن أحد إصدارات الهيئة المصرية العامة للكتاب، قبل أن تصدر مجموعته القصصية الأولى بعنوان «الولوج في الدرب المظلم» عام 2016.

## مؤلفاته
ألف محمد سعيد شهاب الدين العديد من المؤلفات التي تنوعت ما بين الروايات، والمجموعات القصصية، والكتب الطبية، ومنها:
- جرف السيل (رواية): صدرت عام 2015 عن دار بورصة الكتب للنشر والتوزيع بالقاهرة، وفازت بجائزة ربيع مفتاح للرواية عام 2016.[2][3]
- الولوج في الدرب المظلم (مجموعة قصصية): صدرت عام 2016 عن دار نشر شهر زاد للنشر والتوزيع بعمّان.
- الرقص على الجمر (رواية): صدرت عام 2017 عن دار بورصة الكتب للنشر والتوزيع بالقاهرة.[4]
- درب التيه (رواية): صدرت عام 2017 عن دار غراب للنشر والتوزيع بالقاهرة.[5][6]
- مبروك انتى حامل: كتاب طبي صدر عام 2017 عن دار المنى للنشر والتوزيع بالقاهرة.
- أراكان - دموع بوذا (رواية): صدرت عام 2019 عن الهيئة المصرية العامة للكتاب بالقاهرة.[7]
- بيمارستان (رواية): صدرت عام 2019 عن مركز الحضارة العربية للترجمة والنشر والتوزيع بالقاهرة.[8]
- مونتو (رواية): صدرت عام 2020 عن الهيئة المصرية العامة للكتاب بالقاهرة.[9]

## التكريمات والجوائز
حظي محمد سعيد شهاب الدين بتكريم العديد من الجهات المحلية والعربية، وحصل على عدة جوائز أدبية من أهمها:
- جائزة اللقاء القمى للمسابقة الأدبية في مجال القصة القصيرة عام 1994 عن قصة قصيرة له بعنوان «رحلة في الزمن القديم».
- جائزة ربيع مفتاح الأدبية للرواية عام 2016 عن روايته «جرف السيل».[10]
- جائزة نادى القصة المصرى عام 2019.
- جائزة النشر الإقليمى للهيئة العامة لقصور الثقافة عام 2019 عن روايته «الرقص على الجمر».
- جائزة المركز الأول بالمسابقة الأدبية المركزية التي نظمتها الهيئة العامة لقصور الثقافة لعام 2019/2020 عن روايته «مونتو».[11]

## دراسات نقدية
اتخذت رواية درب التيه للكاتب محمد سعيد شهاب الدين كنموذجاً تطبيقي ضمن دراسة نقدية للكاتبة والناقدة الأدبية المصرية أميمة منير جادو بعنوان «التابوهات المحرمة-المسكوت عنه في الرواية المصرية-محمد شهاب الدين نموذجاً»، وفازت الدراسة بالجائزة الأولى لمسابقة احسان عبد القدوس عام 2020.